# Autoridad Nacional de Televisión

La Autoridad Nacional de Televisión o por sus siglas ANTV, fue la entidad gubernamental de Colombia que tuvo por objeto brindar las herramientas para la ejecución de los planes y programas en la prestación del servicio público de televisión, con el fin de garantizar el acceso a la televisión, el pluralismo informativo, la competencia y la eficiencia del servicio. Además, es el principal interlocutor entre los usuarios y la opinión pública en relación con la difusión, protección y defensa de los intereses de los televidentes. Creada mediante la ley 1507 de 2012 en reemplazo de la Comisión Nacional de Televisión.
La ley 1507 de 2012 redistribuyó las competencias de la otrora CNTV entre la ANTV, la Agencia nacional del Espectro ANE y la Comisión de regulación de Comunicaciones CRC, reduciendo sustancialmente sus funciones.
La ANTV fue un cuerpo colegiado, el cual estuvo conformado por 5 miembros de junta que incluían al ministro de las TIC, un representante del presidente y tres representantes escogidos por las universidades, los Gobernadores y la Sociedad Civil.
La Entidad trabajó en seis áreas misionales, distribuidas en coordinaciones y grupos de apoyo: Asuntos concesionales, Fomento de la industria, Regulación, Vigilancia, Control y Seguimiento, Técnica y Contenidos.
Con la Ley 1978 de 2019 "Por la cual se moderniza el Sector de las Tecnologías de la Información y las Comunicaciones -TIC, se distribuyen competencias, se crea un Regulador Único y se dictan otras disposiciones", en donde suprime a la Autoridad Nacional de Televisión y se redistribuyen las funciones de la Entidad al Ministerio de Tecnologías de la Información y las Comunicaciones, la Comisión Nacional de Comunicaciones y la Superintendencia de Industria y comercio.
Es a partir del 26 de julio de 2019 que la ANTV cesa sus funciones y bajo el decreto 1381 del 2 de agosto de 2019, se dispone a la Fiduciaria La Previsora S.A., para que designe posteriormente al señor Felipe Negret Mosquera como apoderado de la Autoridad Nacional de Televisión en Liquidación.

## Historia de la Televisión en Colombia
La Televisión en Colombia inició su Transmisión 13 de junio de 1954, en conmemoración del 1 aniversario del Golpe de Estado del general Gustavo Rojas Pinilla, el 13 de junio de 1954. En 1957 nacen las programadoras de televisión en Colombia. Las primeras fueron Producciones PUNCH y TVC Ltda. (Caracol Radio y RCN Radio) en la entonces Televisora Nacional de Colombia, actual Canal 1.
En 1963 se crea  el Instituto Nacional de Radio y Televisión de Colombia (Inravisión) y en marzo de 1963 R.T.I. Tres años más tarde, en 1966, se inaugura el primer canal privado, Teletigre, que cubre Bogotá. Sobrevive hasta 1971 cuando vuelve a manos del Estado como Tele 9 Corazón y en 1972 se convierte en la Segunda Cadena, con cubrimiento nacional. En septiembre de 1969 TVC se transforma en Caracol Televisión (hoy canal privado desde 1998).
El 9 de febrero de 1970 nace la Tercera Cadena. En 1973 aparecen 12 programadoras de la Cadena 1, 13 programadoras de la Cadena 2 y 11 programadoras de la Cadena 3.[cita requerida] En 1979: Se inicia la era de las licitaciones por programadora (por baja audiencia, problemas económicos) Sin embargo se fortalecieron R.T.I., Caracol TV, Punch, RCN TV, Datos y Mensajes, entre otras. El sábado 1° de diciembre, se inician las transmisiones regulares en color, usando el estándar estadounidense NTSC.
El 11 de agosto de 1985 nace Teleantioquia, el primer canal de televisión regional. En abril de 1986 aparecen Telecaribe, en julio de 1988 surge Telepacífico y en octubre de 1992 se crea Telecafé. 
En 1991 la nueva constitución política del país crea la Comisión Nacional de Televisión como único órgano autónomo para regular los destinos de la televisión en Colombia reemplazando el antiguo Consejo Nacional de Televisión. En enero de 1992, la Segunda Cadena se convierte en Canal A. La Primera Cadena se convierte en Cadena 1. En diciembre de 1995, la Cadena 3 se convierte en Señal Colombia. El mismo año, el Congreso expide la ley 182 de que regula la Televisión en Colombia y reglamenta el funcionamiento de la Comisión Nacional de Televisión.
En 1996 la Comisión Nacional de Televisión reglamenta los servicios de Televisión Comunitaria, por suscripción y satelital directa al hogar, Televisión nacional privada, Televisión nacional pública, Televisión local sin ánimo de lucro, Televisión Regional y Televisión local privada. El mismo año se entregan las licencias para operar el servicio de Televisión Satelital directa al hogar DTH, con las concesiones de DirecTV y SKY. Un año más tarde, RCN y Caracol ganan las licencias para operar dos canales privados de cubrimiento nacional, iniciando transmisiones el 10 de julio de 1998. City TV gana la licitación para Bogotá y se convierte en el primer y único canal local privado en el país.
En 1998 se entregan licencias para operar el servicio de Televisión local abierta sin ánimo de lucro en todo el país, nacen canales como Telemedellín, Canal U, Televida, entre otros. Un año más tarde R.T.I. se convierte en productora, aunque conserva sus espacios en el Canal Uno hasta el 2008. También en 1999 se entregan las concesiones para operar el servicio de Televisión por Suscripción en todo el Territorio Colombiano, se divide el país en Zona Norte, Oriente y Occidente para las licencias regionales. Nacen los operadores: Cable Unión S.A. de Occidente, EPM Televisión, Cable Señal de Occidente (Quién pierde la licencia varios meses después), Tv Cable del Pacífico (Cablepacífico), TV Cable Bogotá, Cablecentro, Supercable, Costavisión, Satelcaribe, Teledinámica, Visión Satélite, Superview, Cable Bello, entre otras.

### Siglo XXI
El lunes 2 de febrero de 2004, Canal A se convierte en Canal Institucional. El miércoles 27 de octubre, Inravisión es liquidada y sustituida por Radio Televisión Nacional de Colombia (RTVC).
En 2006 se amplía a todos los operadores regionales del servicio de Televisión por suscripción, la licencia para operar en todo el territorio nacional. La compañía EPM Televisión cambia su marca por Une debido a que el conglomerado público de EPM separa la unidad de negocios de Telecomunicaciones creando EPM Telecomunicaciones - UNE, por su parte Cable Unión de Occidente pasa a llamarse Cable Unión S.A. El mismo año se le entrega a Telefónica - Telecom licencia para operar el servicio de Televisión Satelital Directa al hogar DTH.
En agosto de 2008, la Comisión Nacional de Televisión selecciona la norma de origen Europeo DVB como el estándar para la Televisión Digital Terrestre que se emitirá en el país. El mismo año, la Multinacional de origen mexicano Telmex compra las operaciones de Televisión por Suscripción de: Superview, Teledinámica, Cablepacífico, TV Cable Bogotá y Cablecentro, convirtiéndose en el principal operador del servicio de Televisión por cable en todo el territorio nacional.
El 10 de enero de 2009 se renuevan las licencias de operación para los canales Caracol y RCN. El mismo año, se abre la licitación para el tercer canal privado de cobertura nacional en medio de un fuerte debate político. 
En 2010 se realiza la primera emisión oficial de la señal de Televisión Digital Terrestre (TDT) desde la estación Calatrava, la cual cubre gran parte de la capital colombiana. A su vez, la CNTV reorganizó el espectro electromagnético y asignó las frecuencias para la Televisión Digital Terrestre.
En julio de 2011 se crea una ley que faculta al gobierno nacional para liquidar a la CNTV, debido a malos manejos administrativos.
En abril de 2012 desaparece la CNTV y sus funciones pasan a la Comisión de Regulación de Comunicaciones, Superintendencia de Industria y Comercio y a las recién creadas Autoridad Nacional de Televisión y la Agencia Nacional del Espectro. La Ley 1507 de 2012  crea la Autoridad Nacional de Televisión Archivado el 19 de septiembre de 2012 en Wayback Machine.. Entidad que brinda al Estado las herramientas para la ejecución de los planes y programas de la prestación del servicio público de televisión, velar por el acceso a la televisión y garantizar el pluralismo e imparcialidad informativa, la competencia y la eficiencia en la prestación del servicio, así como evitar las prácticas monopolísticas en su operación y explotación.
En 2014 Caracol Televisión y RCN Televisión inician una fuerte puja por el cobro de la señal HD que han querido hacer a los cableoperadores. En marzo de 2014 ambos decidieron eliminar esta señal de Alta Definición de las parrillas de los cableoperadores. En junio pasado decidieron reabrirlas temporalmente con motivo de la Copa Mundial de fútbol de 2014 en Brasil
, esta apertura temporal finalizó el 15 de julio de 2014. Actualmente los 2 canales no han llegado a ningún acuerdo con la ANTV.
En 2016 la Autoridad Nacional de Televisión adjudicó el espacio de concesión de Canal Uno a la sociedad Plural Comunicaciones (integrada CM&, NTC, RTI y HMTV1).

## Televisión pública nacional
Se denomina Televisión pública nacional a la señal de televisión de origen, producción y financiamiento Estatal que opera en todo el territorio nacional Colombiano.
En la actualidad los canales públicos disponibles en Colombia son:
- Señal Colombia
- Canal Institucional

## Televisión Privada Nacional
La Comisión Nacional de Televisión decidió abrir las fronteras de la televisión en Colombia, mediante la privatización de dos nuevas frecuencias nacionales que fueron entregadas a los concesionarios Caracol Televisión y RCN Televisión. En la actualidad existen 4 canales privados, 2 nacionales, uno del estado y uno local:
- Caracol Televisión
- RCN Televisión
- Canal 1 (administrado de manera privada por Plural Comunicaciones)

En el mes de octubre de 2009 la Comisión Nacional de Televisión., luego de seis meses de retraso y de un traumático proceso jurídico.
anunció que abrirá licitación para adjudicar el tercer canal privado de orden nacional. La decisión ha generado mucho malestar en la opinión pública pues algunos sectores consideran inconveniente que este proceso de adjudicación se desarrolle en época preelectoral. Algunos de los interesados en adquirir la tercera frecuencia fueron: Grupo Cisneros de Venezuela, Grupo Planeta y Grupo PRISA de España siendo el Grupo Planeta el fallido adjudicatario, pues tras la retirada de Prisa y Cisneros, el Consejo de Estado declaró nula la licitación.

## Televisión Privada Local
- Citytv

## Televisión pública regional
Se conoce como Televisión pública regional, la señal de Televisión que se origina en las diferentes regionales del país y que emiten su señal para una porción específica de territorio, mediante la modalidad de televisión irradiada.
La comisión regula, financia y promueve la televisión en las principales regiones del país.
Los actuales operadores del servicio son: 
- Teleantioquia HD: Antioquia, Chocó
- Telecafé: Eje Cafetero (Caldas, Quindío, Risaralda).
- Canal Capital: Bogotá.
- Telecaribe: Caribe Colombiano (Atlántico, Bolívar, Magdalena, Guajira, Sucre, Cesar, Córdoba).
- Teleislas: San Andrés y Providencia.
- Telepacífico: Valle del Cauca, Chocó, Nariño y Cauca.
- Canal TRECE: Bogotá, Cundinamarca, Boyacá, Tolima, Huila, Orinoquia y Amazonia.
- Canal TRO: Santander y Norte de Santander.
- Canal ZOOM: Bogotá.

Muchos de los canales regionales es posible sintonizarlos en otras regiones del país mediante operadores del servicio de Televisión por Suscripción.
Según el estudio General de Medios EGM, el canal regional más visto en Colombia es Teleantioquia.
No existe la modalidad de Televisión regional privada o con ánimo de lucro.

## Televisión local
La comisión ha definido bajo dos modalidades la Televisión Local en Colombia: Sin ánimo de lucro y con ánimo de lucro.
Bajo la modalidad de ánimo de lucro el único canal que existe en el país es Citytv en Bogotá, de la Casa Editorial El Tiempo. Por su parte, en la modalidad sin ánimo de lucro existen muchos canales, especialmente en el departamento de Antioquia, donde operan Televida, Telemedellín, Canal U, etc..
Los principales canales autorizados para operar localmente son:
- Televida
- HSB Televisión
- Canal U
- Telemedellín
- Citytv
- Más Televisión en Piedecuesta, Santander
- TVC Televisión Ciudadana en Bucaramanga, Santander
- Telepetróleo en Barrancabermeja, Santander

## Televisión por suscripción
En el año de 1999 la Comisión entregó por un periodo de 10 años las licencias para operación de Televisión por suscripción en Colombia, las cuales dividió en tres grandes regiones: Costa, Occidente y Oriente.
En el año 2007 la Comisión decidió romper las restricciones territoriales a los concesionarios y permitirles operar en todo el país. Ese mismo año la multinacional mexicana Claro antes Telmex compró la mayoría de empresas de televisión por suscripción del país: Cablecentro, TV Cable Bogotá, Cablepacífico, Costavisión, Satelcaribe y Teledinámica.
Los actuales competidores de Claro son UNE que pertenece a las Empresas Públicas de Medellín y Cable Unión, empresa de capital colombiano.
Para el año 2009 la comisión tiene previsto entregar nuevas licencias, los principales interesados en postularse para estas concesiones son ETB y EMCALI. En total ocho compañías presentaron pliego de solicitud para operar dicho servicio.
Los actuales operadores de Televisión por suscripción autorizados para el territorio Colombiano son:
- Claro TV
- Tigo UNE
- Movistar Colombia
- DirecTV Colombia
- SuperCable
- HV Televisión

## Canales nacionales con emisión cerrada
La Comisión Nacional de Televisión creó la figura de canales nacionales con emisión cerrada, es decir canales que deben emitirse de forma obligatoria en todo el territorio Colombiano en los sistemas de televisión por suscripción modalidad cable. 
Los Canales que actualmente operan bajo esta modalidad son:
- ZOOM TV
- Canal Congreso

El Canal Universitario Nacional ZOOM se emite por televisión cerrada en territorio colombiano a través de todos los servicios de cable y canales comunitarios. Es un canal de televisión especializado en la comunidad universitaria, conformado por universidades colombianas con el apoyo de la CNTV, los Ministerios de Comunicaciones, Cultura y Educación, Colciencias y el SENA. La programación de ZOOM es 100% producida por instituciones universitarias colombianas lo que permite reconocer el entorno regional bajo la mirada globalizadora, inquieta e inteligente del universitario colombiano.
- Canal del Congreso:

Este canal tiene por objetivo transmitir las sesiones que realiza el parlamento Colombiano, opera desde Bogotá a través de los servicios técnicos de RTVC. Este canal únicamente puede ser sintonizado a través de los sistemas de cable.

## Televisión comunitaria
La comisión dentro de sus políticas ha decidido permitir que las comunidades organizadas provean sus propios servicios de televisión, siempre y cuando no exista ánimo de lucro y el sistema sea propiedad de la comunidad organizada.
Muchos de los actuales operadores de este servicio son antiguos sistemas de televisión por "Parabólica" que se acogieron a esta reglamentación. La Comisión le permite a estas comunidades recibir hasta 6 canales de pago e indeterminada cantidad de canales incidentales, más los canales de producción propia.

## Televisión digital terrestre TDT
La Comisión Nacional de Televisión fue la encargada de decidir el estándar de Televisión Digital Terrestre que operará desde 2010 en Colombia. Para tomar esta decisión la Comisión conformó un "Consejo Asesor de la Televisión Digital" en conjunto con el Ministerio de Comunicaciones, quien analizó a fondo la mejor alternativa entre los estándares estadounidense ATSC, el europeo DVB-T y el japonés ISDB-T. Dicho consejo contrató diversos estudios a finales del año 2007, incluyendo pruebas técnicas, a cargo de un grupo de ingenieros de la Comisión, hábitos de consumo de los televidentes, a cargo de IPSO Napoleón Franco, e impacto socioeconómico de la TDT realizado por la Universidad de Antioquia, estudio que simuló todas las posibles variables para cada uno de los estándares y es considerado como uno de los más completos que se ha realizado en América Latina, siendo referenciado frecuentemente por Gobiernos de otros países y por la Delegación en América Latina de la Unión Europea.
Dicha decisión debió ser anunciada en marzo de 2008, no obstante la decisión se prorrogó para evaluar el estándar chino. Finalmente el 28 de agosto de este mismo año se escogió el estándar europeo (DVB-T), decisión transmitida a la opinión pública mediante una rueda de prensa.
En marzo de 2009 se debieron realizar las primeras pruebas técnicas, no obstante dicha fecha fue postergada por la falta de frecuencias disponibles en el país para las trasnmisiones digitales, las cuales fueron definidas por el Ministerio de Comunicaciones el 30 de octubre de 2009 fecha en la que se anunció la asignación de la frecuencia UHF entre los canales 14 y 20 para las transmisiones de TDT, quedando en manos de la CNTV determinar la asignación numérica para cada uno de los canales licenciados. Este anuncio se produjo pocos días después de que la CNTV anunciara las condiciones técnicas mínimas de los equipos de recepción que se podrán vender en el país.
La ley 1507 del 10 de enero de 2012 ordena la liquidación de la Comisión Nacional de Televisión y la creación de la Autoridad Nacional de Televisión la cual empieza a funcionar el 10 de abril del mismo año, con la conformación de su primera Junta Directiva.

## Proyectos de reforma
Debido al carácter autónomo de este órgano, la entidad ha sido cuestionada especialmente por el legislativo, desde donde han surgido cinco proyectos de ley que han pretendido reformarla o acabarla, sin que ninguno de ellos haya prosperado.
Se cuestiona de la CNTV la gran cantidad de recursos que administra de forma autónoma y la gran cantidad de poder que acumula, pues cumple funciones de legislador, juez, recaudador y administrador de los recursos de la televisión en el país.

## La actual dirección
La Dirección de la CNTV la asumió desde el año 2009 Juan Andrés Carreño (Representante de los canales regionales) quién remplazó a la Comunicadora María Carolina Hoyos Turbay nieta de expresidente Julio César Turbay. La gestión de Hoyos se destacó por la creación de la oficina de contenidos, la defensoría al televidente y la selección de la norma de Televisión Digital Terrestre. Por su parte Carreño durante sus primeros meses de gestión ha debido enfrentar diversas críticas por el claro favorecimiento que la CNTV ha otorgado a los operadores de Televisión por Suscripción., por todos los inconvenientes relacionados con el tercer canal., por la gran cantidad de viajes realizados al exterior. y por retrasar la puesta en marcha de la TDT.